# Aderus patkainus
Aderus patkainus es una especie de coleóptero de la familia Aderidae. Fue descrita científicamente por George Charles Champion en 1916.

## Distribución geográfica
Habita en Assam (India).